# Aiglos
Aiglos o Aeglos, que significa “Punta de nieve” o “Carámbano” en la lengua sindarin, es una lanza ficticia del legendarium de J. R. R. Tolkien que pertenecía a Gil-galad, el último de los Altos Reyes de los Noldor. En El Silmarillion, Tolkien dice que "nada podía resistirse" a ella. 
Gil-galad utilizó a Aiglos por última vez en la Guerra de la Última Alianza, cuando se enfrentó en duelo contra Sauron durante el sitio Barad-dûr, en el año 3434 S. E., y murió. Entonces, su heraldo Elrond se llevó a Aiglos a Rivendel junto con los restos de Narsil.
No hay muchas referencias acerca de Aiglos, pero se cree que estaba hecha de mithril y plata, como el resto de su armadura y su escudo. La Batalla de Dagorlad es la única batalla en la que Aiglos aparece específicamente, pero se presupone que Gil-Galad la tenía desde antes de la anegación de Beleriand. 
Aiglos también era el nombre de una planta en Beleriand llamada “Espino de las nieves” y que crecía en las faldas de Amon Rûdh, la Colina Calva. Era un gran arbusto de largas espigas con flores blancas.

## Error en la traducción
En algunos escritos, debido a un error de traducción, Aiglos pasa a ser una espada. Sin embargo, en los textos originales (en inglés) Aiglos es llamada “spear”, que en castellano significa “lanza”.

## Adaptaciones de El Señor de los Anillos
En la película El Señor de los Anillos: la Comunidad del Anillo, de Peter Jackson, Aiglos solo aparece una vez, esgrimida  por Gil-galad con las dos manos. Según las descripciones oficiales, Aiglos medía unos 3 metros de altura y tenía una hoja curva en forma de "s" de medio metro, con una inscripción en sindarin que decía: "Gil-galad ech vae vaegannen matha. Aith heleg nín i orch gostatha. Nin cíniel na nguruthos hon ess nín istatha: Aiglos". Esto se traduce como:"Gil-galad porta una lanza de buena factura. El Orco temerá mi punta de hielo. Cuando me vea, temiendo la muerte conocerá mi nombre: Aiglos"
- Datos: Q3412934